# Ikar
Ikar est un étage supérieur de fusée développé par le constructeur russe TsSKB Progress de Samara à partir de 1996, utilisé pour la mise à poste des satellites sur le lanceur Soyouz-U.
Il porte le nom du héros de la mythologie grecque, Icare (en russe : Икар).
Il a été développé à la demande de la société russo-européenne, Starsem, qui souhaitait effectuer des lancements multiples avec le lanceur Soyouz. Il est dérivé du module de propulsion des satellites espions, Iantar. Six exemplaires ont été lancés avec succès pour Starsem depuis le cosmodrome de Baïkonour, permettant la mise à poste de 24 satellites de télécommunication Globalstar. Ikar n'est plus produit depuis l'année 2000 où Il a été remplacé par l'étage Fregat, plus performant.

## Caractéristiques
L'étage Ikar a une masse à vide de 820 kg et de 3 160 kg lorsqu'il est rempli de ses ergols. Son diamètre est de 2,72 m et sa longueur 2,56 m. Le moteur principal 17D61, construit par KB Melnikov, a une impulsion spécifique de 326 s et une poussée de 2,943 kN. Il consomme un mélange d'UDMH et de peroxyde d'azote. Le contrôle d'attitude est réalisé par 16 petits moteurs vernier de poussées échelonnées (4 x 110 N + 4 x 52 N + 8 x 5,88 N). L'étage a une durée de combustion de 600 s. Il peut être redémarré jusqu'à 50 fois, ce qui permet la mise à poste de plusieurs satellites sur des orbites différentes au cours d'un même vol. Ikar peut être commandé depuis le centre de contrôle ou fonctionner automatiquement.

## Vols comportant un étage Ikar
Tous les lancements ont été effectués par le lanceur Soyouz-U pour l'opérateur de lancement Starsem depuis le cosmodrome de Baïkonour,.
| Date et heure du lancement (UTC) | Vol   | Charge utile                | Résultat |
| -------------------------------- | ----- | --------------------------- | -------- |
| 9 février 1999 à 3 h 54          | ST 01 | Globalstar 23, 36, 38 et 40 | Succès   |
| 15 mars 1999 à 3 h 6             | ST 02 | Globalstar 22, 37, 41 et 46 | Succès   |
| 15 avril 1999 à 0 h 46           | ST 03 | Globalstar 19, 42, 44 et 45 | Succès   |
| 22 septembre 1999 à 14 h 33      | ST 04 | Globalstar 33, 50, 55 et 58 | Succès   |
| 18 octobre 1999 à 13 h 22        | ST 05 | Globalstar 31, 56, 57 et 59 | Succès   |
| 22 novembre 1999 à 16 h 20       | ST 06 | Globalstar 29, 34, 39 et 61 | Succès   |